# Лозівське
Лозі́вське — село в Україні, у Лозівському районі Харківської області. Входить до складу Олексіївської сільської громади. Населення становить 191 осіб. Колишній орган місцевого самоврядування — Картамиська сільська рада.

## Географія
Село Лозівське знаходиться на лівому березі річки Берека в місці впадання в неї річки Лозовенька, вище за течією на відстані 1 км розташоване село Степове, нижче за течією на відстані 2 км розташоване село Павлівка Друга, на протилежному березі — села Бунакове та Святушине.

## Історія
- 1932 — дата заснування.

## Економіка
- Молочно-товарна і вівце-товарна ферми.

## Пам'ятки
- Залишки Слобідської фортеці Української лінії.